# Amt Hillesheim (Kurtrier)
Das Amt Hillesheim war ein vom 14. Jahrhundert bis 1794 bestehender Verwaltungs- und Gerichtsbezirk im Kurfürstentum Trier mit Sitz in Hillesheim.

## Geschichte
Kurfürst Balduin von Luxemburg erwarb 1352 Hillesheim pfandweise. In der einer Aufstellung, die Kurfürst Johann II. von Baden 1498 beauftragt hatte, sind 59 Ämter, darunter das Amt Hillesheim, erwähnt.
Nach dem Aussterben des Adelsgeschlechtes Manderscheid-Blankenheim im Mannesstamm 1780 fielen die Dörfer Roderath, Bouderath, Vussem und Bergheim als erledigte Lehen an Kurtrier zurück und wurden dem Amt Hillesheim zugeordnet. Bereits vorher bestand das Amt aus der Stadt Hillesheim, Berendorf und Bolsdorf.
Im Ersten Koalitionskrieg wurde 1794 das Linke Rheinufer französisch besetzt und später annektiert. Entsprechend der französischen Verwaltungsorganisation wurde nun ein Arrondissement de Prüm im Département de la Sarre eingerichtet, dem die Amtsorte zugeordnet wurden.